# KZ-Außenlager Husum-Schwesing
Das KZ-Außenlager Husum-Schwesing, im Schwesinger Ortsteil Engelsburg, etwa fünf Kilometer nordöstlich von Husum gelegen, wurde am 26. September 1944 als Außenlager des Konzentrationslagers Neuengamme im Zusammenhang mit dem Bau des so genannten Friesenwalls mit Häftlingen belegt. Ungefähr 2.500 Menschen aus 14 Ländern waren hier im Herbst 1944 gefangen; mindestens 302 Inhaftierte starben infolge von Zwangsarbeit, Unterernährung und Misshandlung. Am 29. Dezember 1944 wurde das Lager aufgelöst.

## Geografische Lage
Das Areal liegt wenige Kilometer nordöstlich von Husum im Kreis Nordfriesland zwischen der Hauptstraße Husum-Flensburg (heute B 200) und der jetzt nicht mehr bestehenden Bahnstrecke nach Flensburg. Die Flurbezeichnung für dieses Gebiet lautete schon damals Engelsburg, weshalb auch teilweise die Bezeichnung KZ Engelsburg verwendet wird.

## Nutzung als Bauarbeitslager
1938/39 wurde der Flugplatz Husum-Schwesing angelegt. Für die Arbeiter wurde nahe dem Dorf Schwesing ein Lager des Bau-Bataillons-231 errichtet. Die Kapazität des Lagers wurde auf 250 Mann angelegt. Die Luftwaffe stationierte in Husum während des Zweiten Weltkrieges allerdings nur Flugzeugattrappen, um die von der Nordsee einfliegenden alliierten Bomberverbände zu irritieren. Nach dem Abzug des Arbeitsdienstes diente das Lager 1940 vorübergehend als Sammelstelle für Soldaten der Wehrmacht, die von Urlaubsreisen zu ihren Einheiten nach Skandinavien zurückkehren sollten. Es folgte ein vorübergehender Leerstand.

## KZ-Außenlager

### Lageraufbau
Im September 1944 wurden Husumer Bürger nach Schwesing beordert, um dort einen doppelten Stacheldraht um das Lager zu ziehen und an den vier Ecken hohe Wachtürme zu errichten.
Das Lager umfasste neun Baracken, davon dienten acht als Häftlingsunterkünfte und eine als Krankenrevier. Zusätzlich befanden sich auf dem 3000 m² großen Gelände noch zwei größere Gebäude, in denen die Lagerküche, Lagermagazine, eine Schneiderei sowie eine Schuhmacherei untergebracht waren, sowie vier provisorische Latrinen.

### Häftlinge
Am 25. September wurden ca. 1500 Häftlinge aus dem Konzentrationslager Neuengamme mit Viehwaggons der Reichsbahn nach Husum-Schwesing transportiert. Am 20. Oktober folgten weitere 1000 Häftlinge aus Neuengamme. Die Häftlinge waren größtenteils Juden mit niederländischer, französischer, dänischer, polnischer,  sowjetischer Nationalität bzw. deutscher Herkunft. Lagerältester war der reichsdeutsche politische Häftling Heinrich Neufeldt.

### Lageralltag
Die Häftlinge mussten im schweren Marschland nur mit Schaufel und Spaten einen vier bis fünf Meter breiten und drei Meter tiefen Panzergraben ausheben sowie Gefechtsstellungen und Unterstände bauen. Teilweise standen sie den ganzen Tag in kaltem Wasser und Schlamm. Dabei waren sie den Schlägen der Kapos ausgesetzt, die zur Arbeit antreiben sollten, oft aber willkürlich terrorisierten. Ältere „felddienstunfähige“ Marinesoldaten bewachten die Häftlinge bei der Arbeit und auf dem oft kilometerlangen Weg dorthin.
Der Betrieb des Lagers fand unter den Augen der Bevölkerung statt: Auf dem Weg zu den Westwallanlagen wurden die Häftlinge morgens und abends durch die Straßen von Husum getrieben. Husumer mussten die Leichen mit ihrem Fuhrwerk zum Friedhof bringen. Auch von dem Anblick der Gefangenen durch den Lagerzaun und bei der Arbeit wird berichtet.
Im Dezember 1944 war der Friesenwall durch die veränderte militärische Lage vollends sinnlos geworden. Das Lager in Husum-Schwesing wurde aufgelöst und die überlebenden Häftlinge wurden nach Neuengamme zurückgebracht.

### Lagerleitung

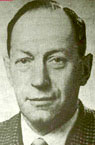
Hans Hermann Griem

Geleitet wurde das KZ-Außenlager Husum-Schwesing ab September 1944 von SS-Untersturmführer Hans Hermann Griem, der im November 1944 zusätzlich die Leitung des KZ-Außenlagers Ladelund übernahm. Er unterschlug ständig Lebensmittel, hatte Freude an sadistischen Quälereien, erschoss selbst mehrere Häftlinge und war häufig angetrunken. Nach der Auflösung der Lager war Griem bis März 1945 Kommandant im KZ-Außenlager Dalum (Emslandlager Dalum).

### Nach 1945
Nach Kriegsende wurden die meisten der Toten in ihre Heimat überführt. Zeitweise diente das Gelände als Flüchtlingslager.
Erst 1963 nahm die Staatsanwaltschaft Flensburg die Ermittlungen gegen Griem wieder auf, kam damit jedoch nicht recht voran. 1965 konnte der Aufenthaltsort von Griem ermittelt werden. Er hatte sich in Hamburg-Bergedorf niedergelassen. Daraufhin wurde das Verfahren 1966 an die Staatsanwaltschaft Hamburg abgegeben. Diese begann mit systematischen Untersuchungen und strebte einen Prozess gegen Griem an. Am 16. Januar 1969 eröffnete das Landgericht Hamburg die gerichtliche Voruntersuchung gegen Griem. Kurz vor Beginn des eigentlichen Prozesses starb Griem am 25. Juni 1971.

## KZ-Gedenkstätte

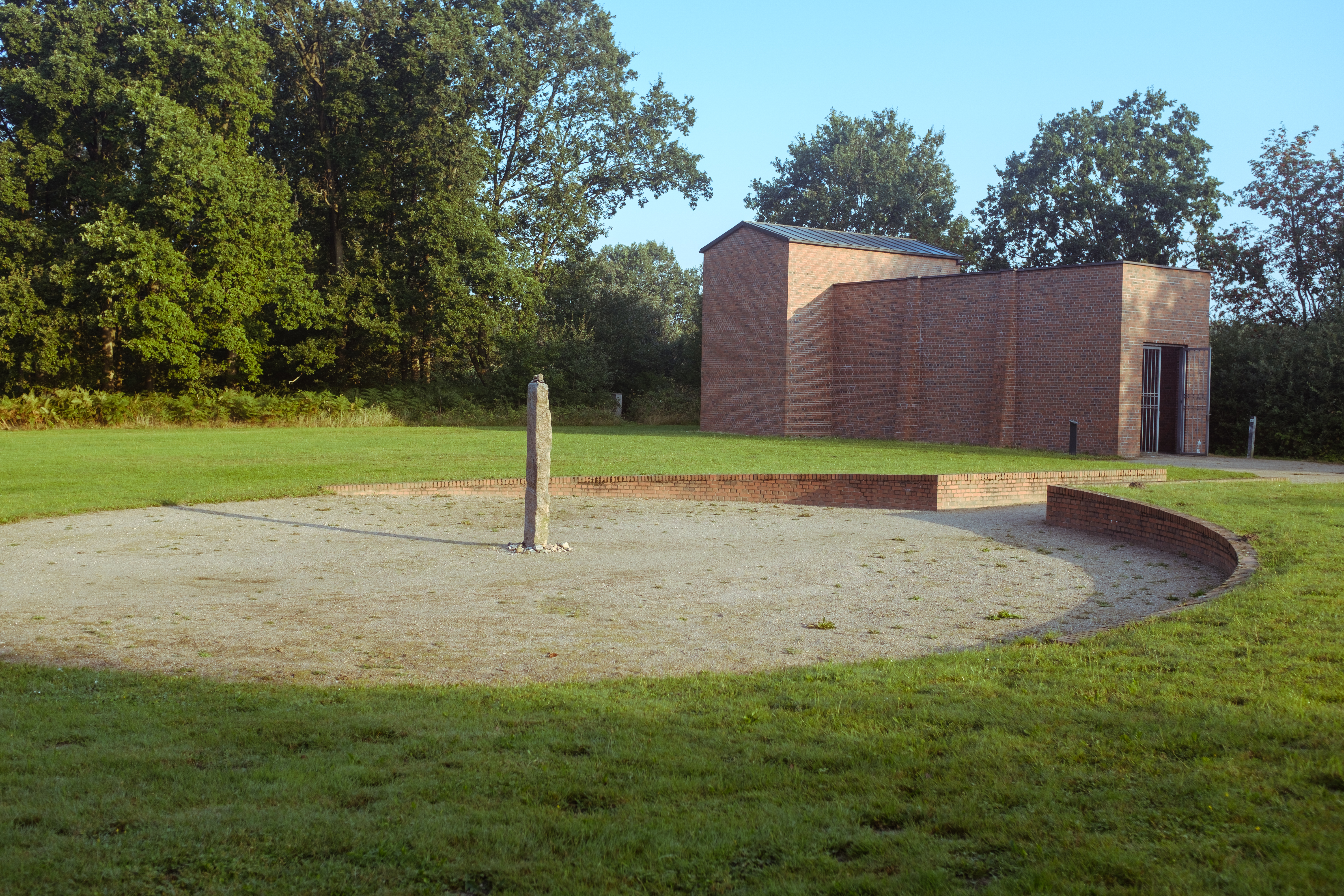
Mahnmal und Rondell auf der Gedenkstätte.

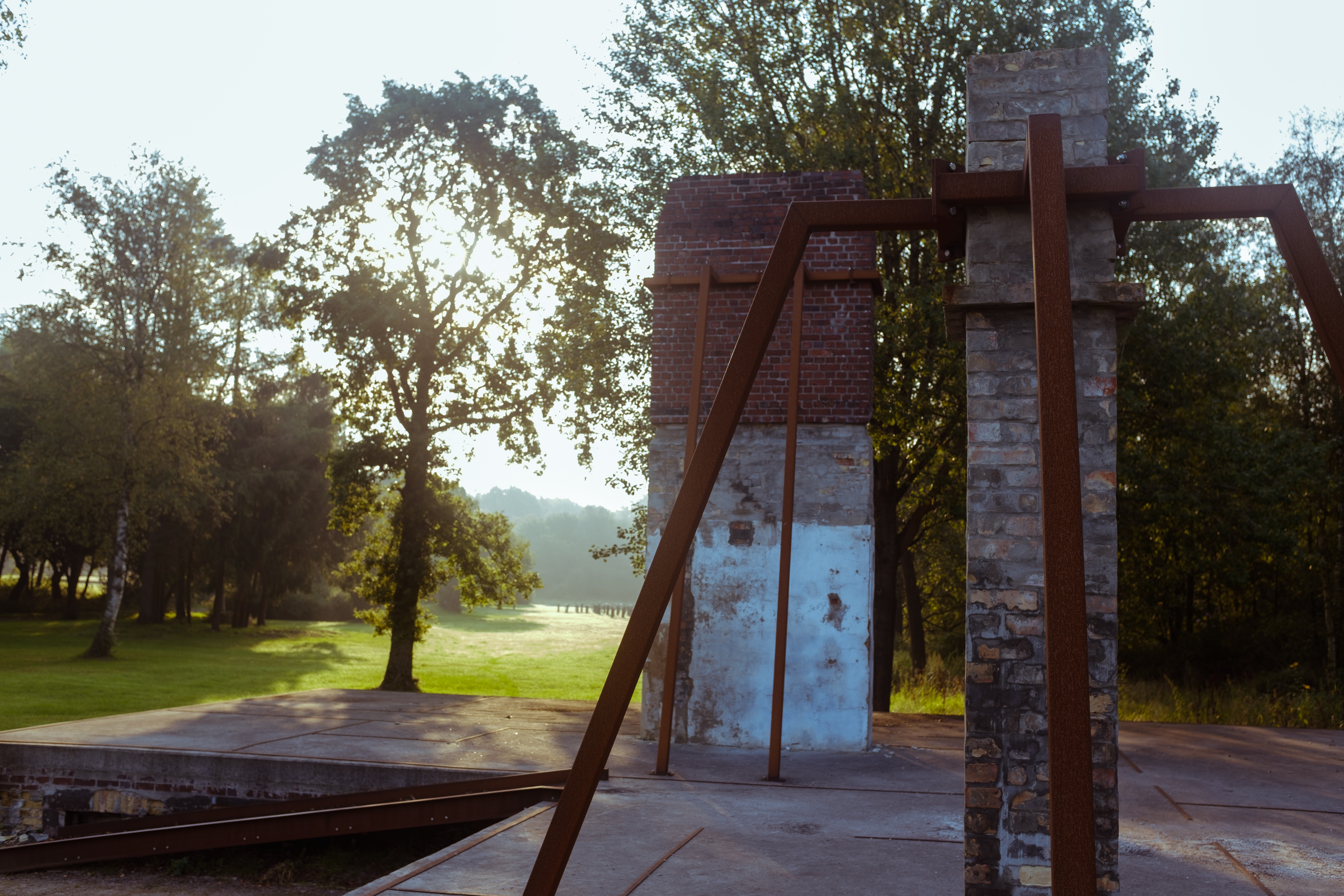
Die Reste der ehemaligen Küchenbaracke.

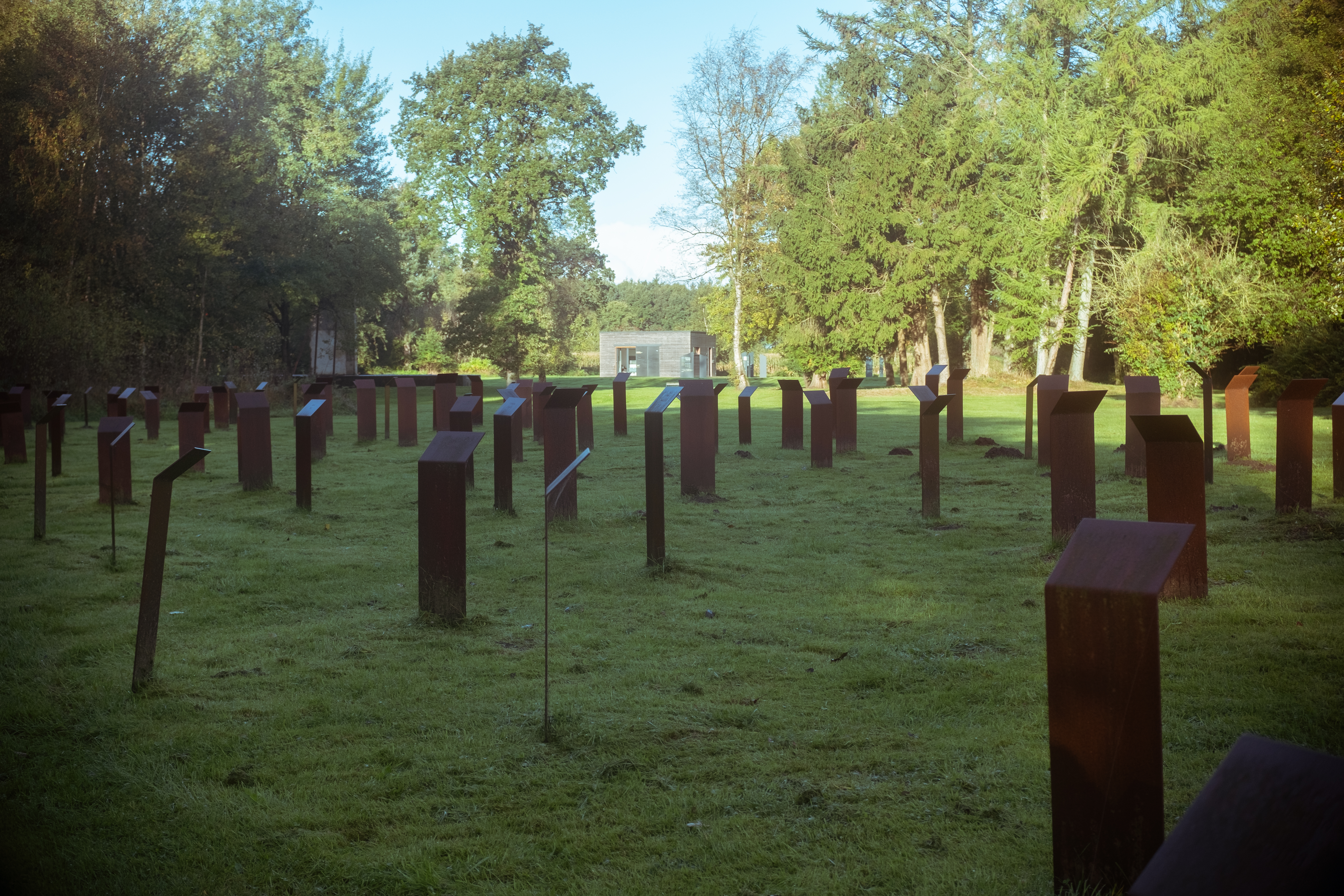
Das Stelenfeld auf dem Gelände der KZ-Gedenkstätte. Es stehen dort seit 2002 297 Stelen zur Erinnerung an die namentlich bekannten im Konzentrationslager umgekommenen und ermordeten Menschen. Auf jeder Stele steht der Name eines Gestorbenen.

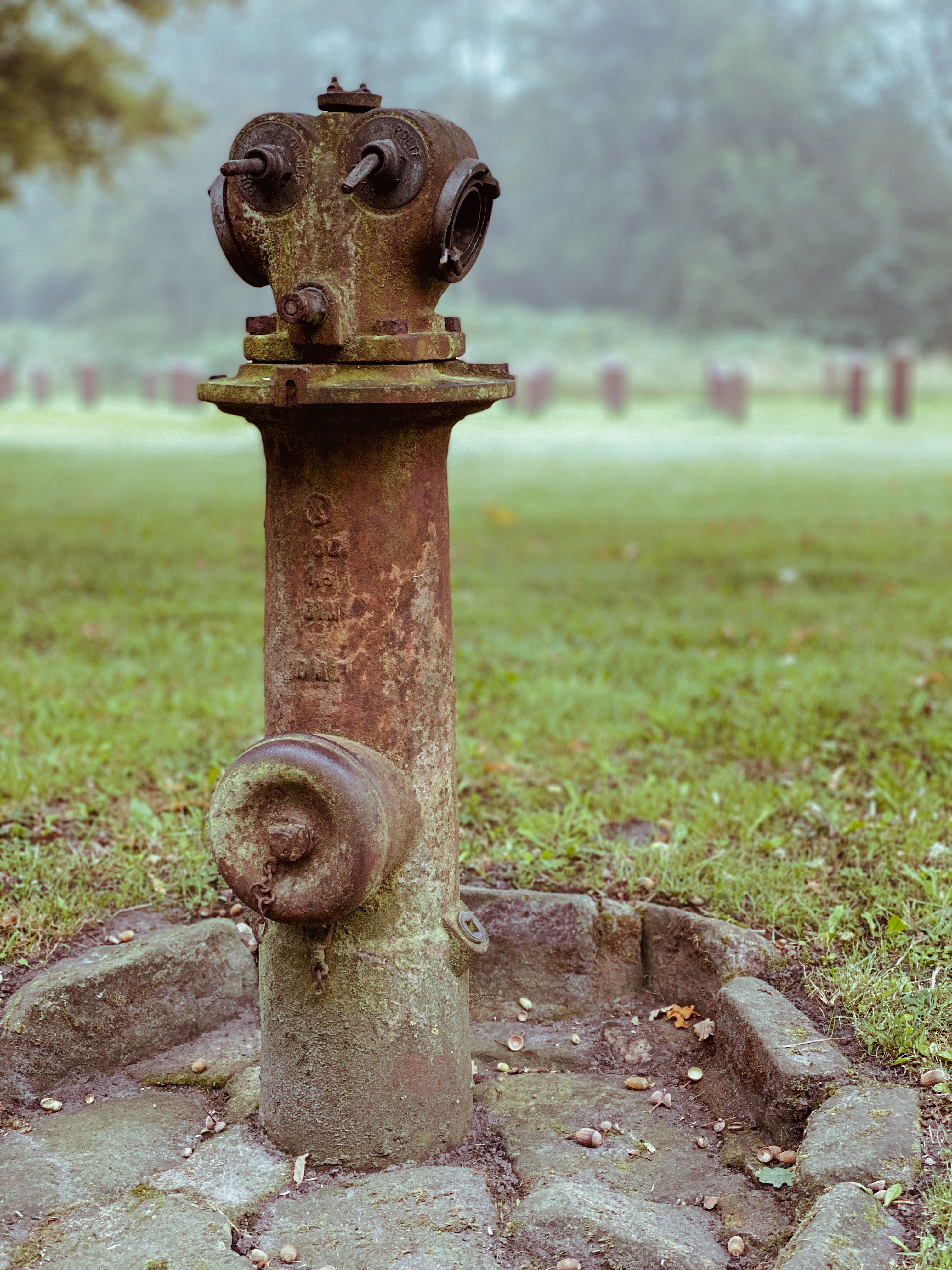
Der Hydrant symbolisiert die Gewalt, die an den KZ-Häftlingen ausgeübt wurde. Im Konzentrationslager wurden dieser Hydrant und weitere zur Folter und Bestrafung durch die Wachmannschaften genutzt.

1983 veröffentlichte die KZ-Arbeitsgruppe Husum-Schwesing die Geschichte des Lagers und veranstaltete am 30. Januar 1983 eine von rund tausend Menschen besuchte Gedenkveranstaltung in Husum, bei der ehemalige Häftlinge von ihrem Leiden im Lager berichteten. 1985 konnte der Kreis Nordfriesland die östliche Hälfte des ehemaligen Lagergeländes und 1994 weitere Teile des Geländes, auf dem sich auch die Fundamentreste und der Hydrant befinden, kaufen. Schon im November 1987 konnte auf dem Lagergelände eine von dem Bildhauer Ulrich Lindow gestaltete Gedenkstätte eingeweiht werden. Seit 1995 steht das Lagergelände unter Denkmalschutz. Eine mehrsprachige Informationstafel mit Hinweisen zur Geschichte und zum Geschehen im Lager wurde 1998 neben dem Parkplatz aufgestellt. Seit 2002 erinnern 297 Stelen an die getöteten Lagerinsassen. Die Stelen symbolisieren gebückt stehende Menschen in demütiger Haltung und erinnern in ihrer verstreuten Verteilung an die willkürliche Gewalt gegenüber den Häftlingen. Sie sind aus einem Stahl, der schnell Rost ansetzt, sodass die Namen der Verstorbenen schwer zu entziffern sind – als Hinweis darauf, dass die Erinnerung an die Zeit und die Verbrechen des Nationalsozialismus nur mühsam aufrechtzuerhalten ist.
2017 wurde das „Haus der Gegenwart“ erbaut. Zusätzlich wurde die alte Informationstafel durch eine neue, ausführlichere Ausstellung ausgetauscht und ein Lagerrundgang mit Hilfe eines Audioguides errichtet.

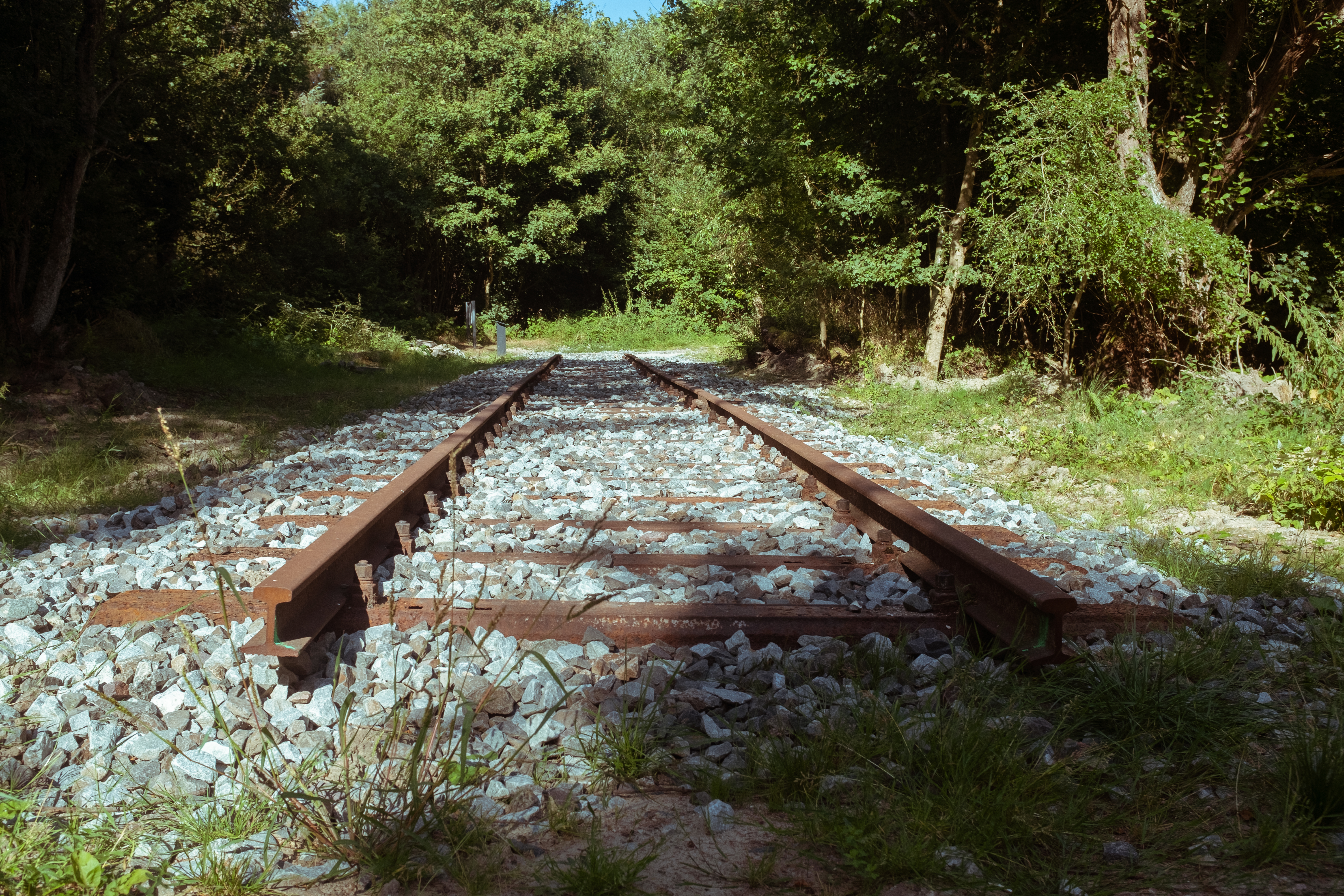
2022 wurde am Ausgang Richtung Schwesing ein Stück Gleis verlegt. Es symbolisiert den Transport der Häftlinge, die mit der Bahn aus dem Stammlager Neuengamme nach Schwesing verschleppt worden sind.

### Außenausstellung
Im Zuge der Neukonzipierung der Gedenkstätte 2017 wurde eine neue Außenausstellung eröffnet. Neben dem Haus der Gegenwart informieren fünf Tafeln über verschiedene Aspekte des Lagers während und nach der NS-Zeit. Die Außenausstellung ist auf Deutsch, englisch und dänisch, zusätzlich können diese und weitere drei Sprachen (polnisch, französisch, niederländisch) über den Audioguide angehört werden.

### Führungen
Seit 2017 werden Führungen über die Gedenkstätte von ehrenamtlichen Guides angeboten. Während des etwa einstündigen Rundgangs über das Gelände des ehemaligen KZ-Außenlagers werden Informationen zur Geschichte des Lagers sowie zu der Entwicklung der Gedenkstätte gegeben. Zwischen Ostern und dem Volkstrauertag finden offene Führungen jeweils sonntags um 15 Uhr statt, außerhalb dieser Zeiten können sich Gruppen anmelden und werden dann über die Gedenkstätte geführt.

### Audioguide
Der Rundgang mithilfe des Audioguides umfasst zehn Stationen. Er ist erhältlich in den Sprachen Deutsch, Englisch, Dänisch, Französisch, Niederländisch und Polnisch.
Der Audioguide ist zum einen über Geräte, die im Haus der Gegenwart ausgeliehen werden können hörbar. Zum anderen steht er online zur Verfügung und kann über mobile Geräte vor Ort gehört werden.

### Haus der Gegenwart

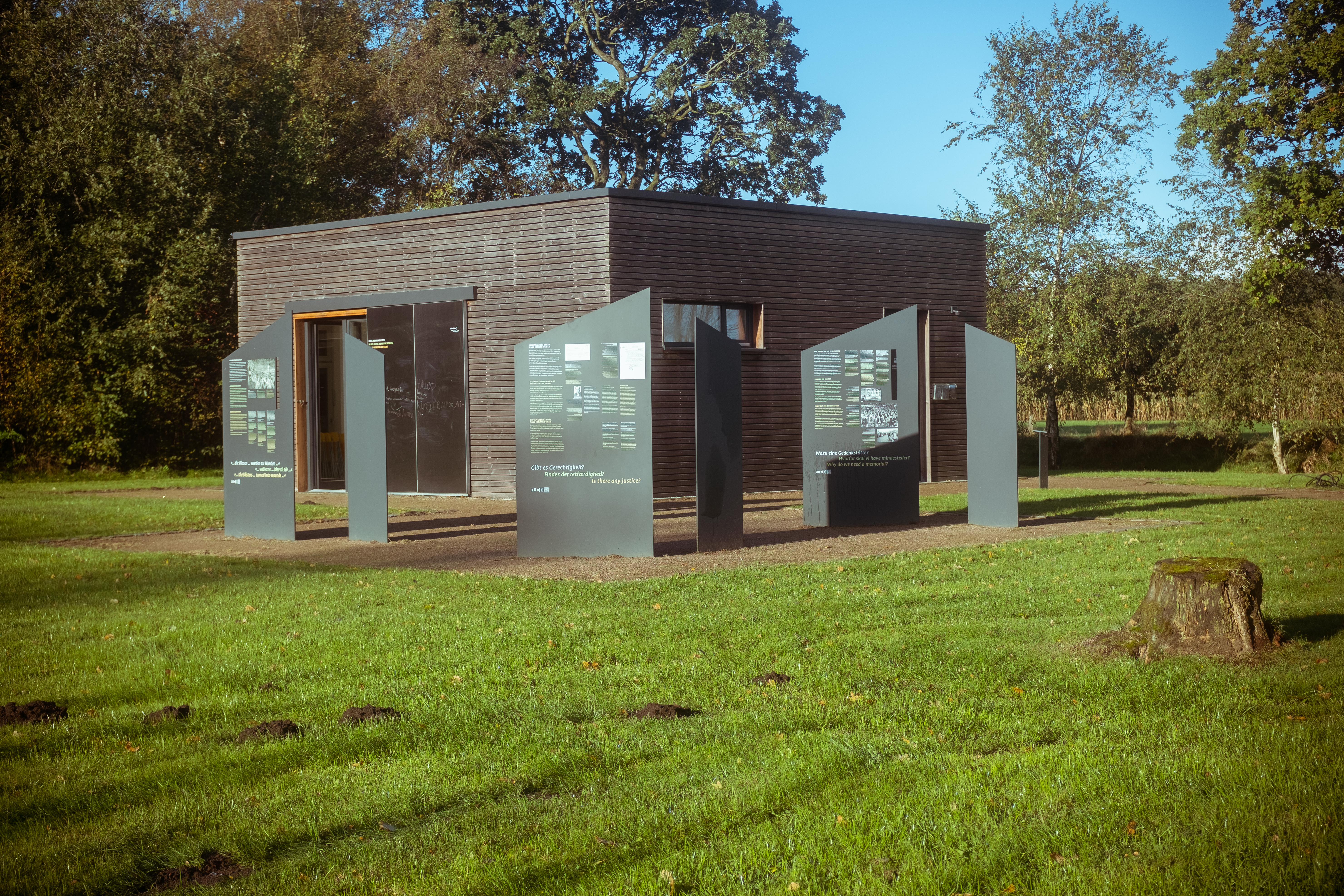
Das Haus der Gegenwart beinhaltet einen Seminarraum für die Bildungsangebote.

2017 wurde auf dem Gelände der KZ-Gedenkstätte Husum-Schwesing das Haus der Gegenwart eröffnet. Es verfügt über einen kleinen Seminarraum sowie Toiletten.
Konzept des Hauses ist es, meinungs- und fragenorientiert Geschichte und Gegenwart miteinander zu verknüpfen. Auf diese Weise sollen Gespräche gefördert und Anstöße, kritische Zugänge und Diskussionen ermöglicht werden.

Die Leitfrage lautet: 
„Wie soll man mit schweren Verletzungen von Menschenrechten umgehen – justiziell, in der Erinnerung und mit Blick auf ähnliche aktuelle Fälle?“
Daran anknüpfend ergibt sich das Grundthema: „Nationalsozialismus, KZ-Gedenkstätte Husum-Schwesing… Aus dieser Geschichte kann man nichts, muss man etwas lernen!“
Drei Thementafeln greifen verschiedene Aspekte auf und sprechen verschiedene Fragen an:
1. Verfolgung von (Kriegs-)Verbrechen
2. Weiterleben mit Geschichte
3. Handlungsspielräume

### Freundeskreis
2014 wurde der „Freundeskreis der KZ-Gedenkstätte Husum-Schwesing“ gegründet. Er setzt sich dafür ein, dass die Thematik Gedenkstätte neu aufgegriffen wird und die Pläne für eine angemessene bauliche Ausstattung auf dem Gelände verwirklicht werden. Weitere Aufgaben des Vereins sind die Förderung der Erforschung und Vermittlung der Geschichte des KZ Husum-Schwesing im Kontext der historischen Entwicklung des 20. Jahrhunderts.

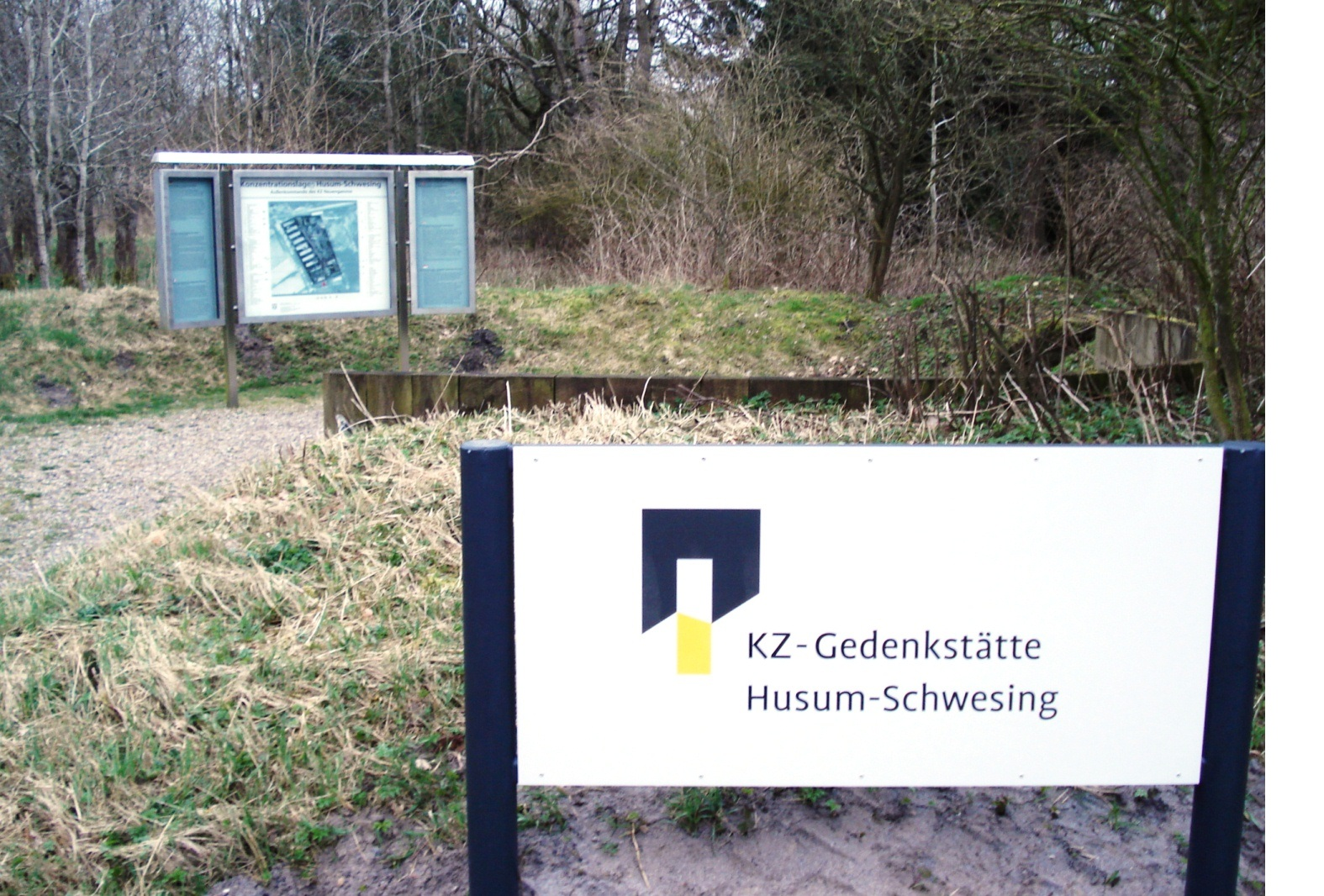
Eingangsbereich der KZ-Gedenkstätte Husum-Schwesing (bis 2017)
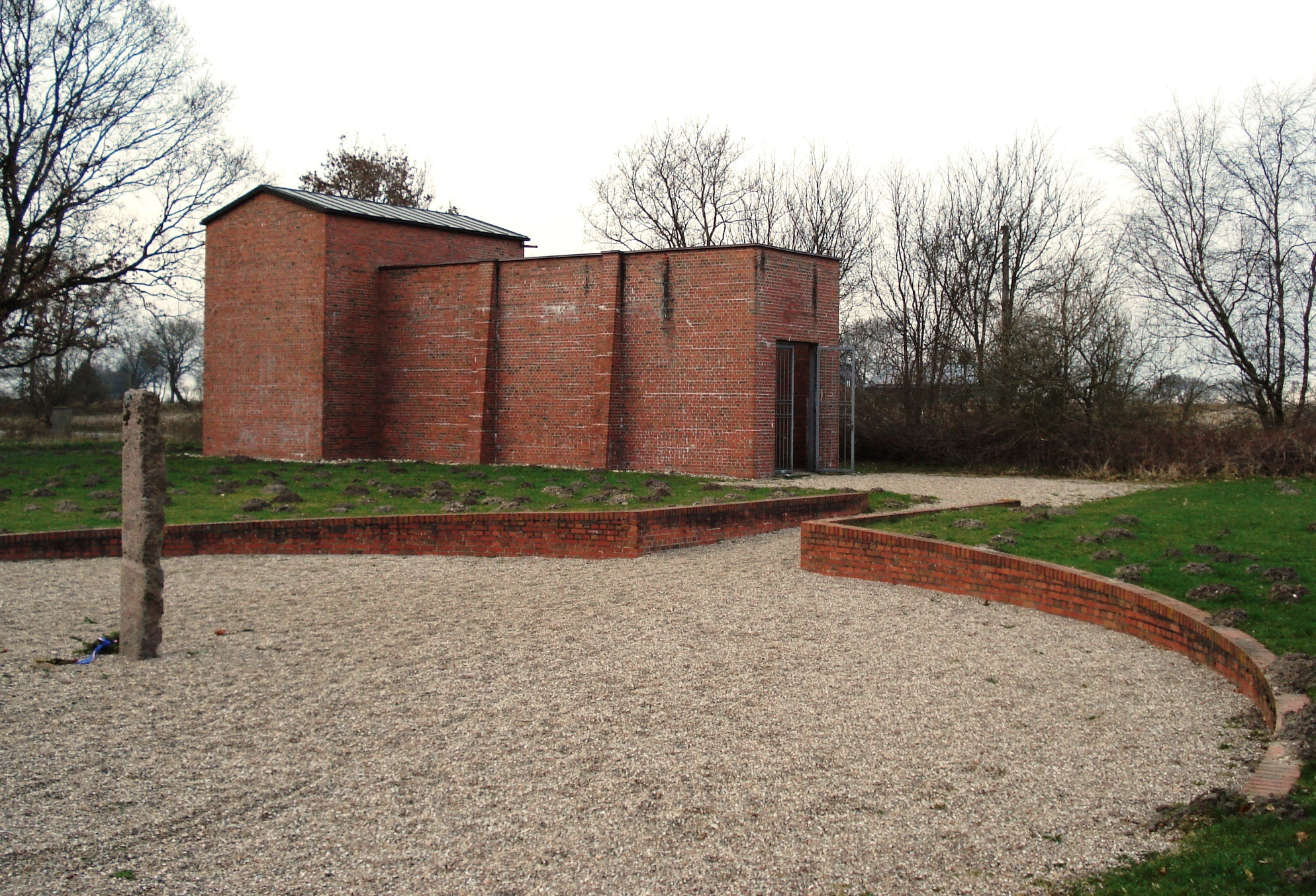
Mahnmal der KZ-Gedenkstätte Husum-Schwesing
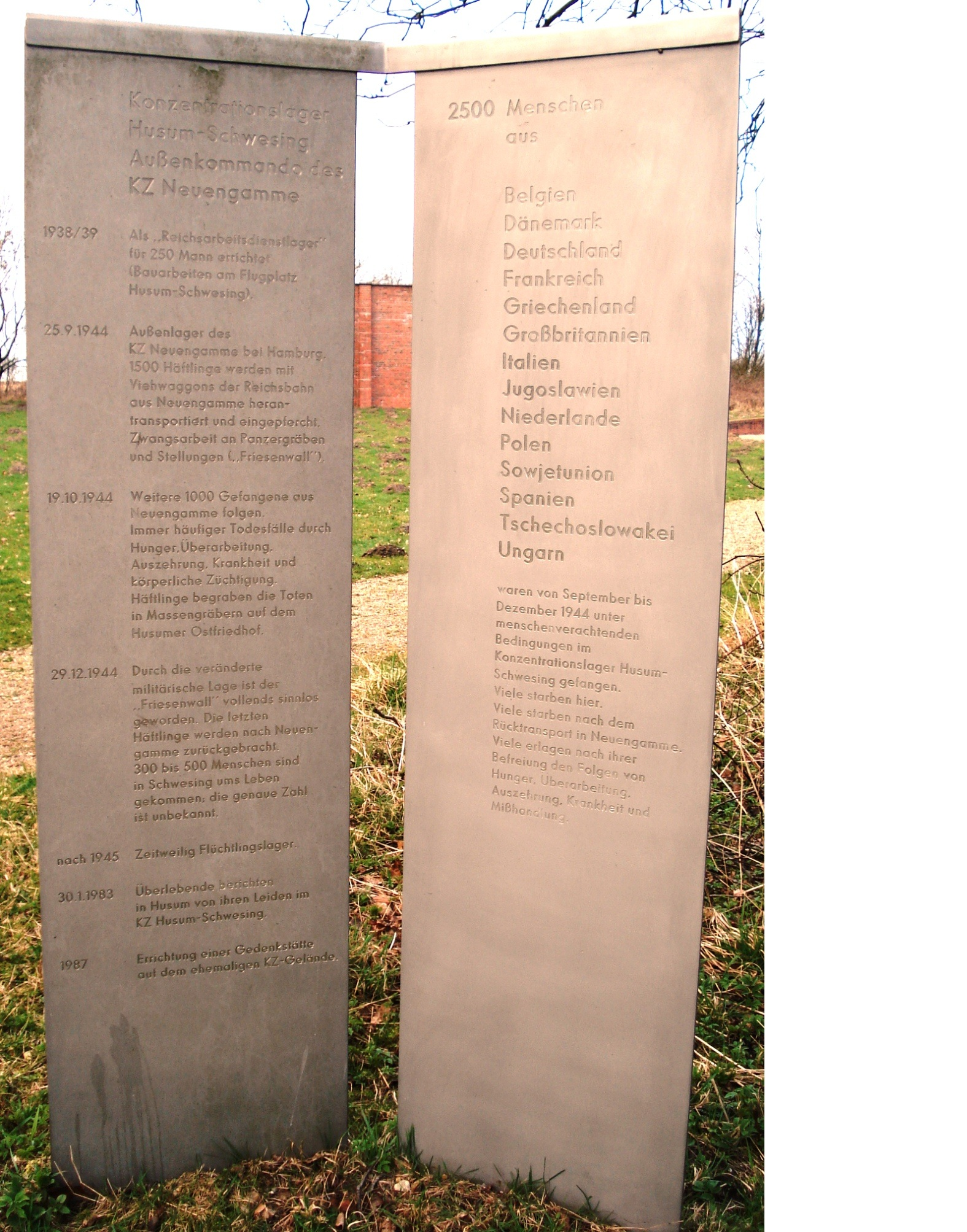
Informationstafel am Gedenkstättengebäude (bis 2017)
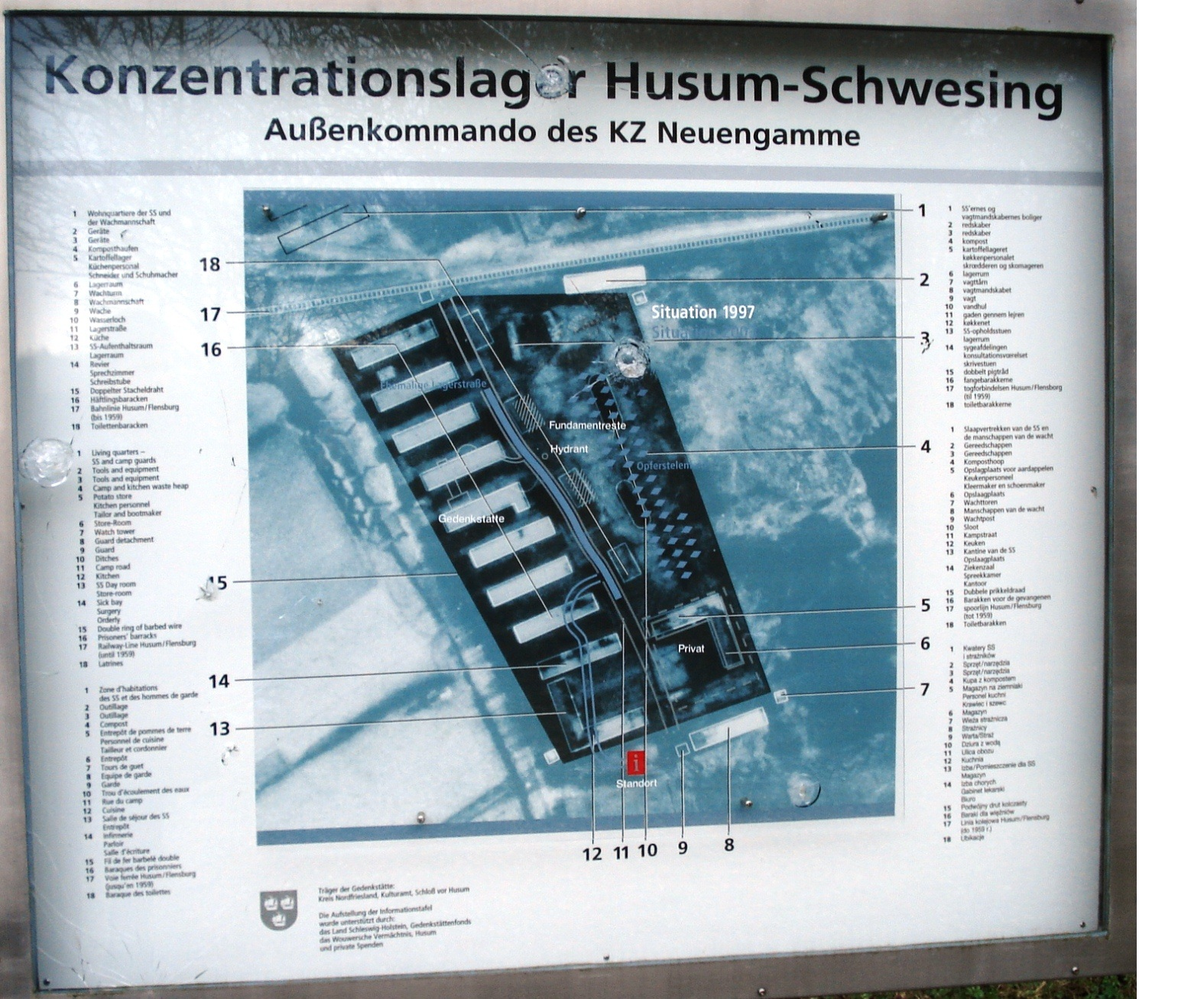
Informationstafel – Übersichtsplan (bis 2017)
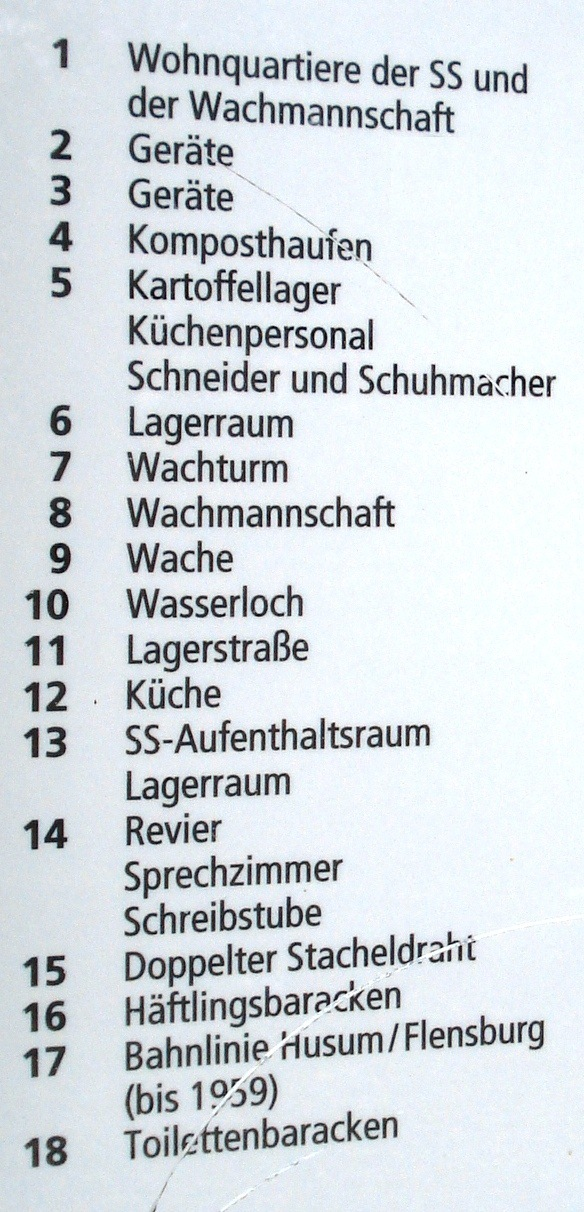
Informationstafel – Beschreibung des Planes (bis 2017)
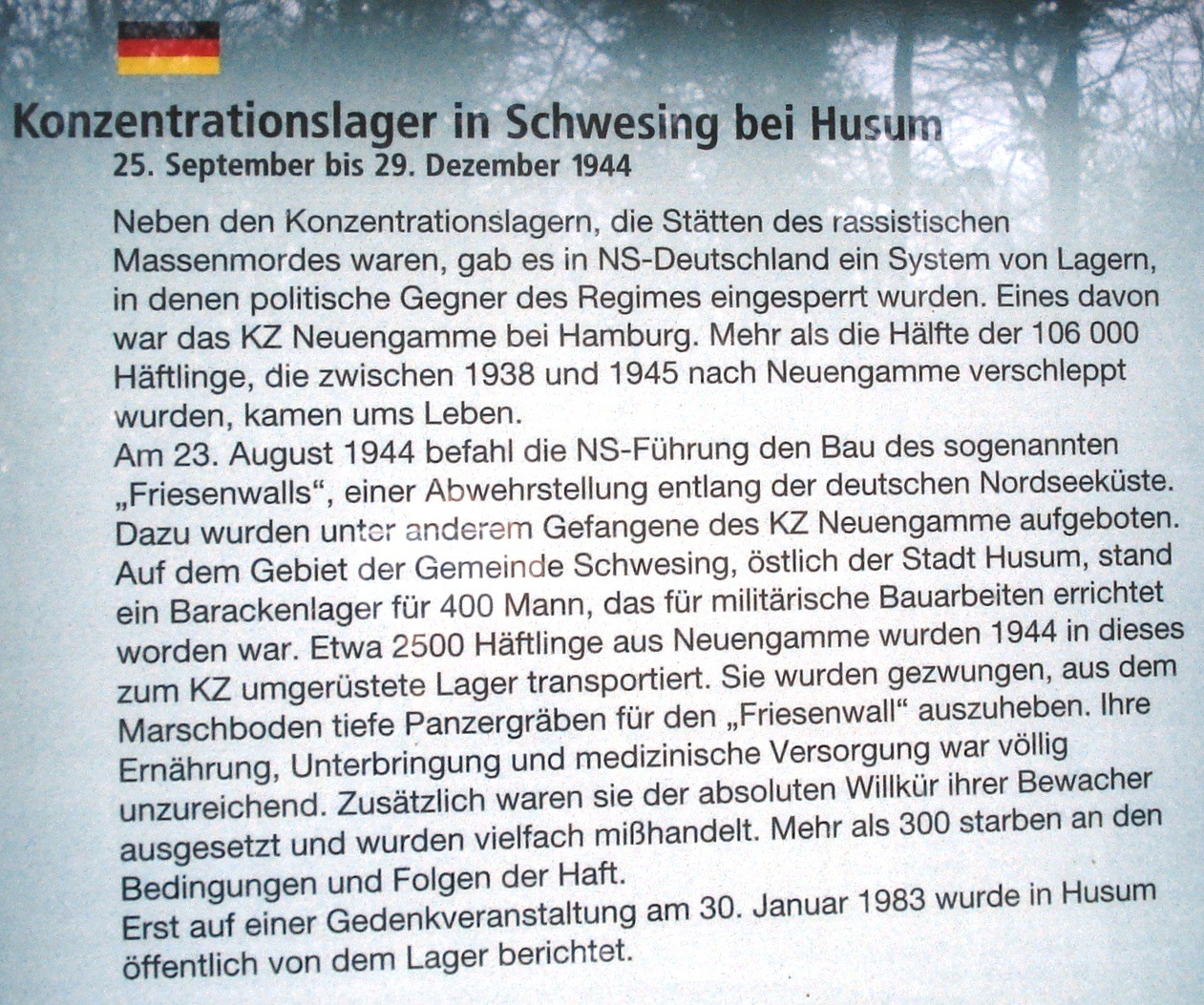
Informationstafel – Informationstext (bis 2017)
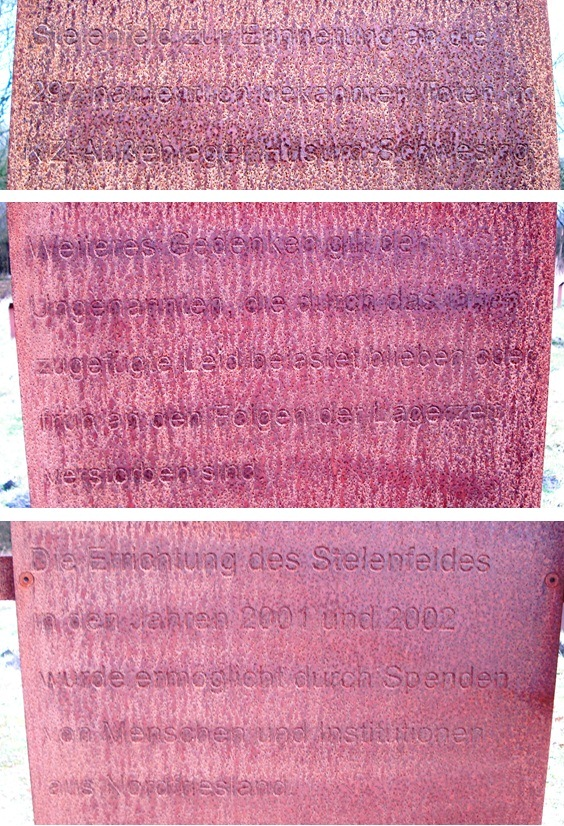
Informationsstele am Stelenfeld (Ausschnitte mit den Texten)
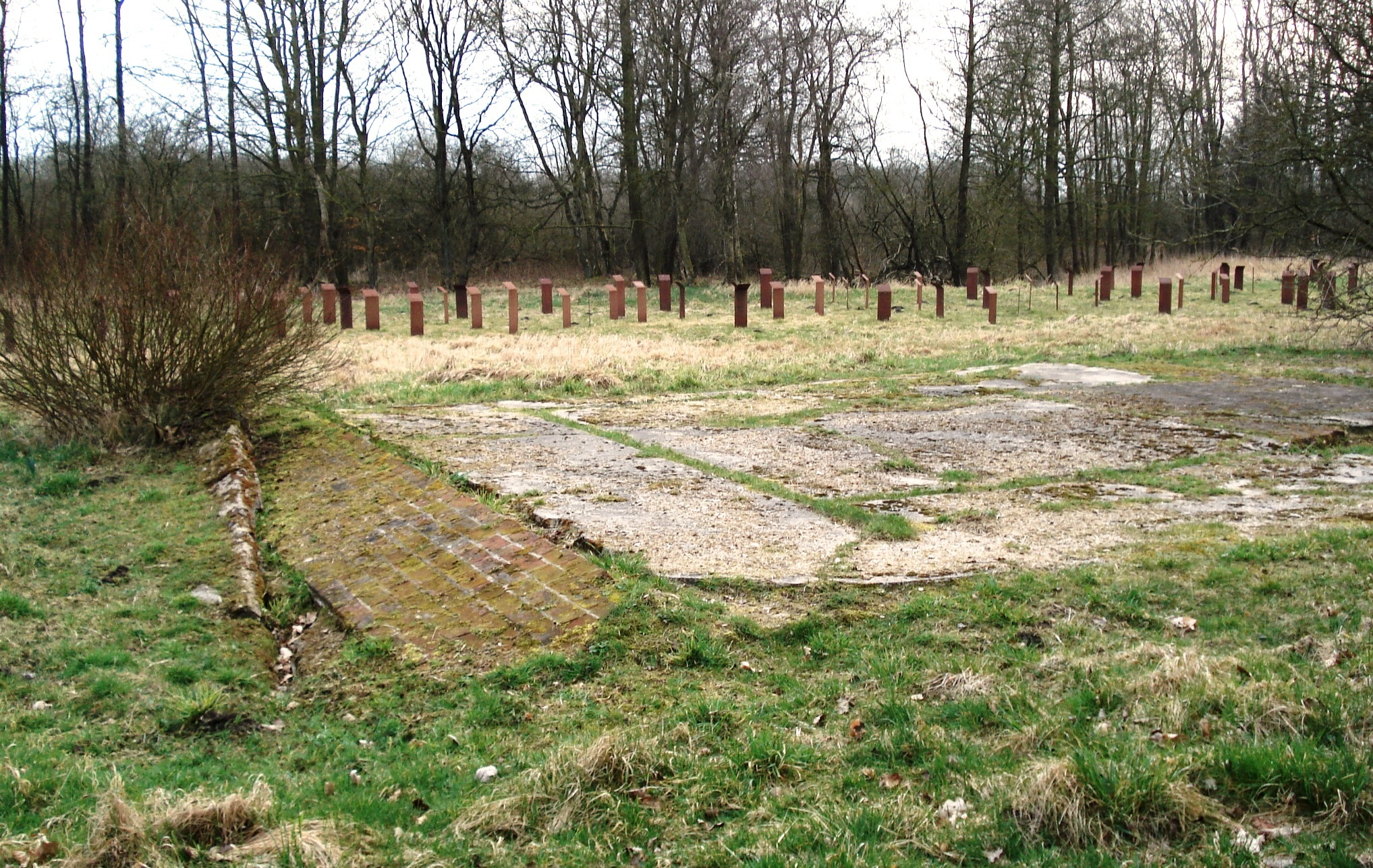
Fundamentreste des KZ Husum-Schwesing (im Hintergrund das Stelenfeld)
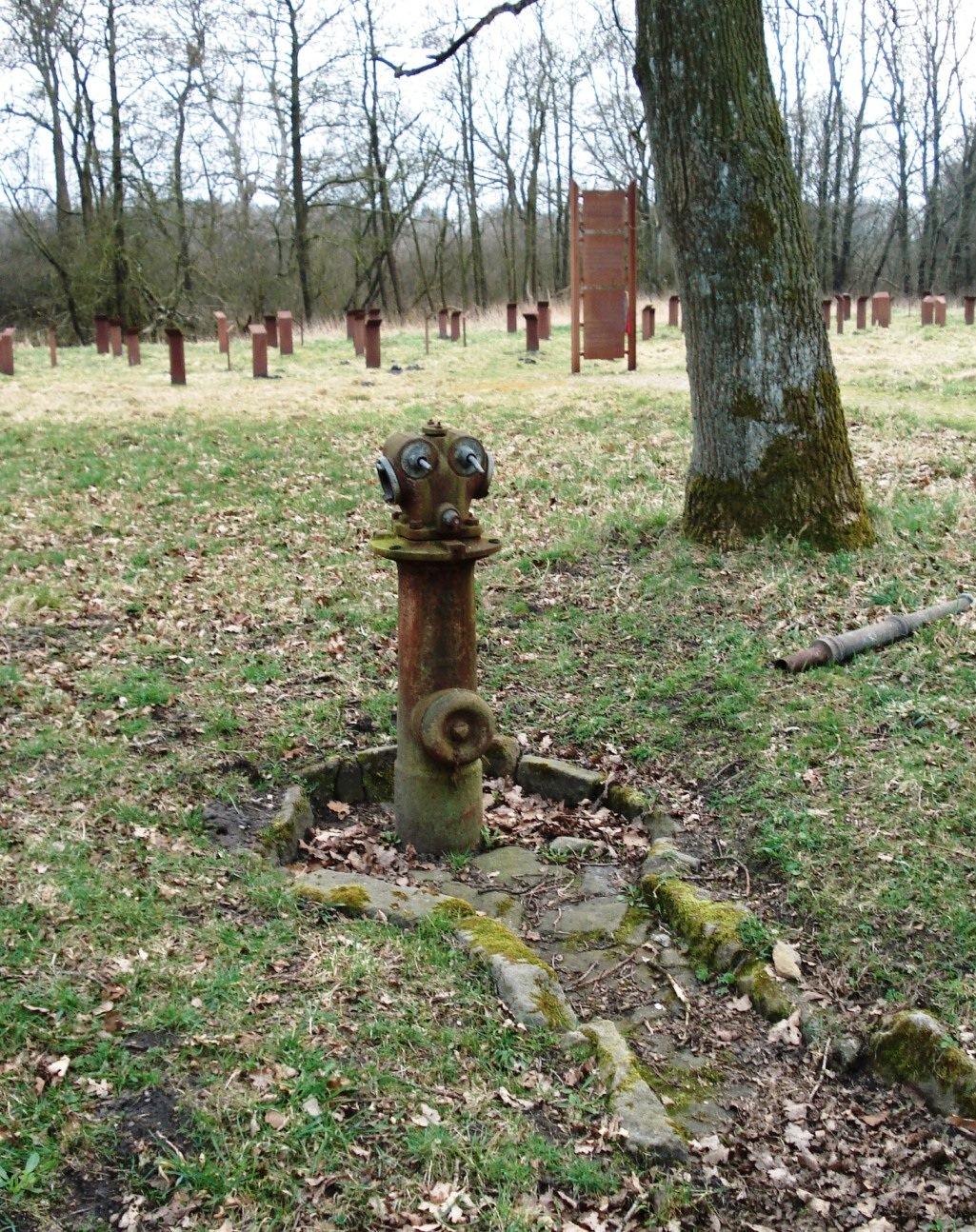
Hydrant des KZ Husum-Schwesing (im Hintergrund das Stelenfeld)
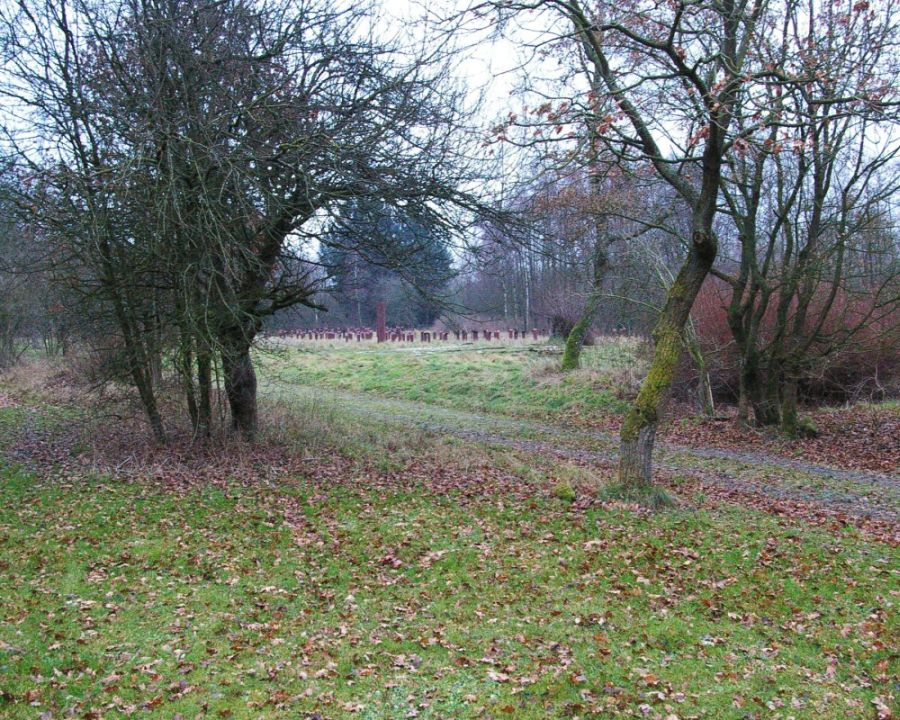
Gelände des ehemaligen KZ Husum-Schwesing

## Ostfriedhof Husum

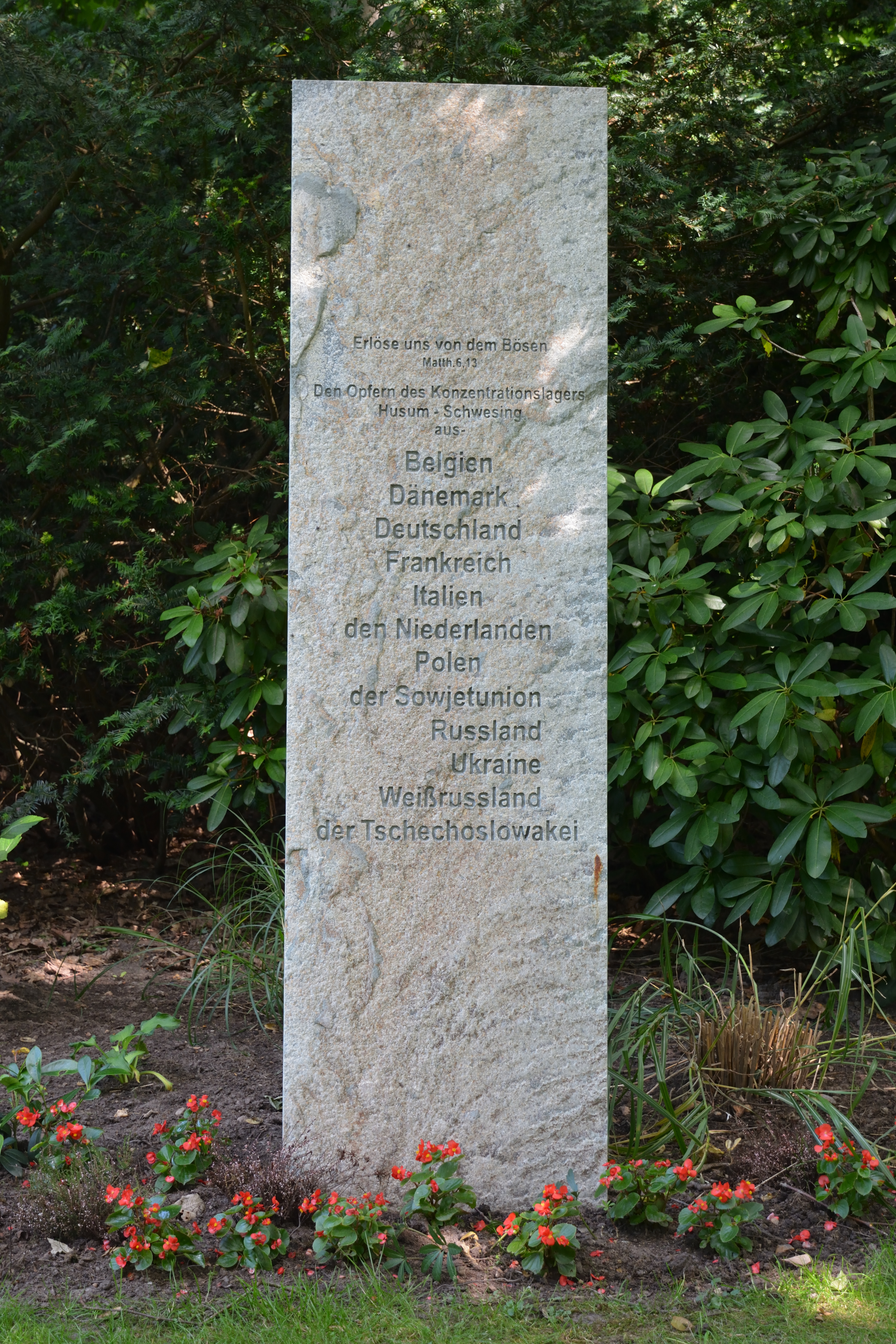
Stele
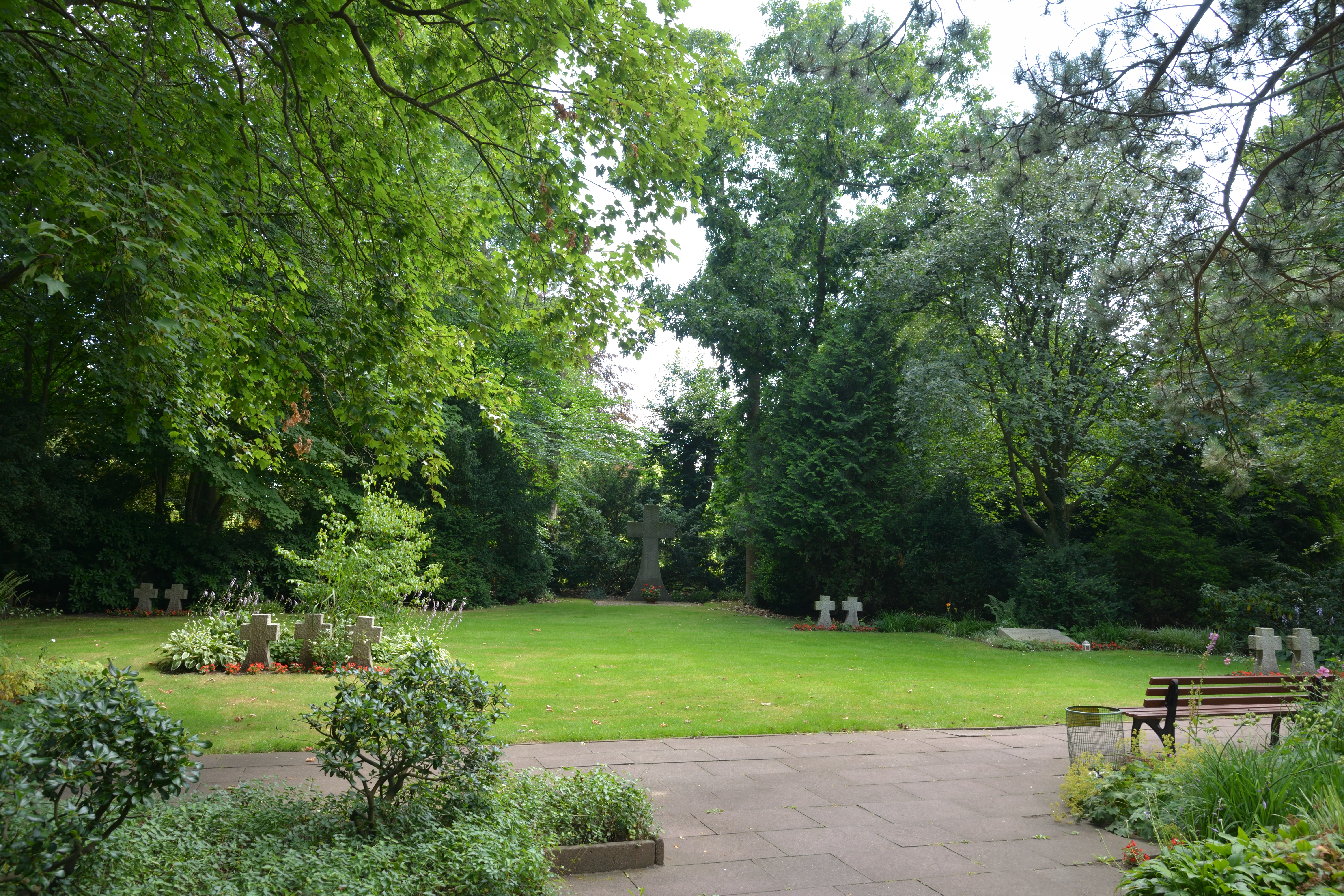
Überblick
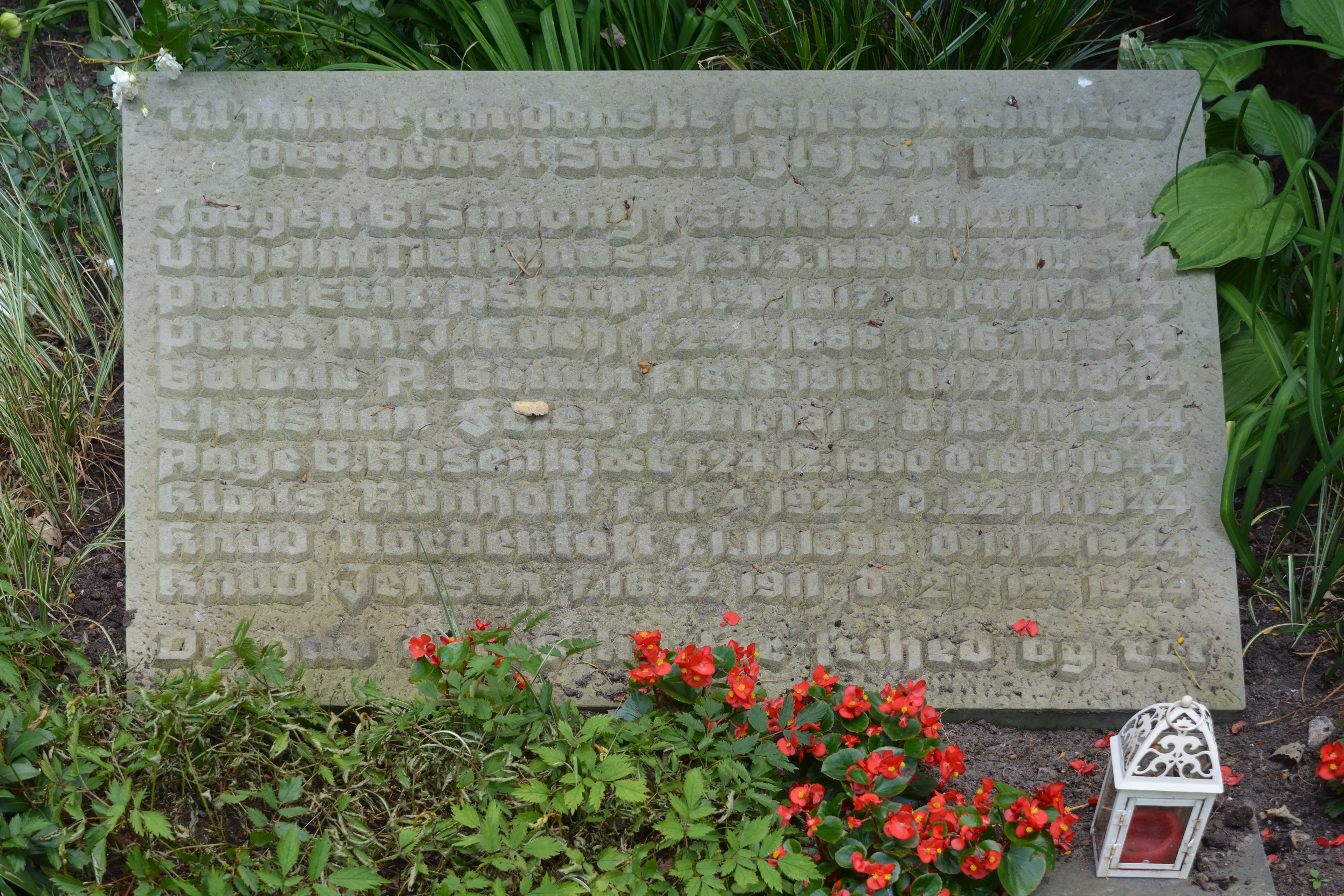
Dänische Namen
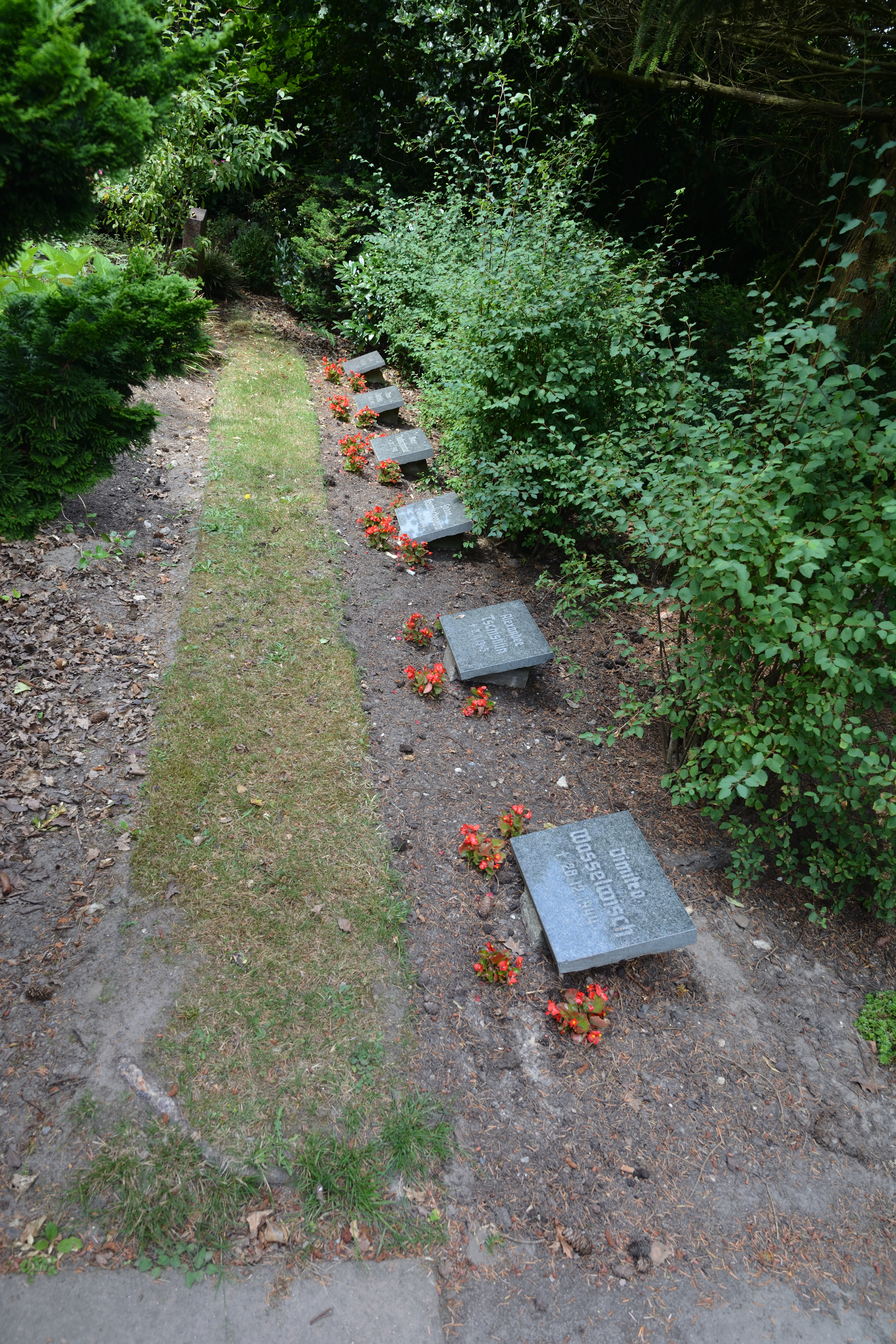
Russische Namen